# Phân họ Ngỗng
Phân họ Ngỗng (danh pháp khoa học: Anserinae) là một phân họ trong họ Vịt (Anatidae). Nó bao gồm các loài thiên nga và ngỗng. Theo một vài hệ thống phân loại khác (chẳng hạn như Terres & NAS, 1991), nó được tách ra thành hai phân họ là Anserinae nghĩa hẹp chứa ngỗng (và các loài le nâu), và Cygninae chứa thiên nga.
Một loạt các loài thủy điểu khác, chủ yếu liên quan tới các loài vịt khoang, có từ "ngỗng" trong tên gọi; xem các trang về họ Vịt Anatidae và ngỗng để biết thêm.

## Hệ thống hóa
Tông Cygnini: Thiên nga
- Chi Cygnus - thiên nga thật sự

Các loài thiên nga mỏ đen và vàng đôi khi tách ra thành chi Olor.
Tông Anserini: Ngỗng thật sự
- Chi Anser: chi Ngỗng
- Chi Branta: Chi Ngỗng đen

Chưa giải quyết
- Chi Coscoroba – Thiên nga Coscoroba

Hai chi dưới đây là khác biệt với các dạng ngỗng khác và thường được nâng lên cấp phân họ của chính chúng, gọi là Cereopsinae, hoặc đưa vào phân họ vịt khoang (Tadorninae).
Tông Cereopsini
- Chi Cereopsis: Ngỗng Cape Barren
- Chi Cnemiornis: Ngỗng New Zealand (tiền sử hậu Đệ Tứ)

Có một số mẫu cận hóa thạch kỳ dị của chim lớn tương tự như ngỗng thu được từ quần đảo Hawaii mà dường như không phải moa-nalo (một nhóm thủy điểu hình dáng tương tự như vịt với kích cỡ tương tự như ngỗng). Chúng không thể gán vào bất kỳ chi nào còn sinh tồn ngày nay, mặc dù phần lớn (nếu không phải tất cả) có thể có quan hệ họ hàng khá gần với chi Branta:
- Ngỗng Wetmore, Geochen rhuax – ban đầu cho là có họ hàng với nhóm Cereopsis, nhưng điều này khó coi là chính xác do các lý do địa sinh học.
- Ngỗng Hawaii lớn, Branta sp.?
- Ngỗng Oʻahu lớn, Anatidae chi không rõ loài mơ hồ (sp. et gen. indet.)